# José Júnior
José Luiz Guimarães Sanabio Júnior (Fortaleza, 15 giugno 1976) è un ex calciatore brasiliano, di ruolo attaccante.